# Restricción comercial
Una restricción comercial es una restricción artificial al intercambio de bienes y / o servicios entre dos países. Es el subproducto del proteccionismo. Sin embargo, el término es controvertido porque lo que una parte puede ver como una restricción comercial puede verse como una forma de proteger a los consumidores de productos inferiores, dañinos o peligrosos. Por ejemplo, Alemania exigió que la producción de cerveza se apegara a su ley de pureza. La ley, originalmente implementada en Baviera en 1516 y eventualmente convertida en ley para la recién unificada Alemania en 1871, hizo que muchas cervezas extranjeras no pudieran venderse en Alemania como "cerveza". Esta ley fue anulada en 1987 por el Tribunal de Justicia de la Unión Europea, pero sigue siendo voluntariamente seguida por muchas cervecerías alemanas.

## Faros
Los faros rectangulares fueron promovidos en los Estados Unidos, donde se necesitaron lámparas redondas hasta 1975. En 1979, la mayoría de los automóviles nuevos ahora tenían los faros rectangulares. Nuevamente, EE. UU. permitió solo dos tamaños estandarizados de faros de haz sellado rectangular: un sistema de dos unidades de haz alto/bajo de 200 mm x 142 mm correspondiente al formato redondo de 7 "existente, o un sistema de cuatro unidades de 165 mm x 100 mm (dos altas / bajas y dos altas) que corresponden al formato redondo existente de 5¾ pulgadas (146 mm).
En 1968, el Departamento de Transporte de EE. UU. prohibió cualquier elemento decorativo o de protección frente a los faros si se encienden los faros. Los faros de cristal, como los utilizados en el Jaguar E-Type, el VW Beetle anterior a 1968, el Porsche 356, el Citroën DS y Ferrari Daytona, ahora tenían que estar equipados con faros descubiertos para el mercado estadounidense, lo que alteraba aún más el aspecto de modelos europeos vendidos en los Estados Unidos. El cambio significó que los vehículos diseñados para un desempeño aerodinámico sólido no pudieron alcanzarlo para el mercado estadounidense.
En 1984, el Departamento cambió la regla para permitir faros de bulbo reemplazables de formas no estándar. Sin embargo, algunos fabricantes de automóviles podrían equipar un vehículo con el mismo tipo de faros en los Estados Unidos que en el resto del mundo. Los estándares de los faros de EE. UU. se rigen por el Estándar federal de seguridad de los vehículos de motor 108, que es incompatible con los estándares de la CEPE, que se utilizan en la mayoría del resto del mundo. Canadá tiene sus propios estándares de faros que son similares a los estándares de los Estados Unidos, pero que permiten el uso de faros que cumplen con la CEPE. Los faros se usaban en automóviles, pero también para detener la infracción de tráfico.